# Mycale cucumis
Mycale cucumis är en svampdjursart som beskrevs av Koltun 1958. Mycale cucumis ingår i släktet Mycale och familjen Mycalidae.
Artens utbredningsområde är Sachalin. Inga underarter finns listade i Catalogue of Life.